# 푸젠성 (1912년-1949년)

중화민국 푸젠성

푸젠성(중국어: 福建省)은 1912년부터 1949년 중화민국 정부가 대만으로 이전하기 전까지 중화민국의 지방 행정 구역이었다. 청나라 시대에 설립된 22개 성 중 하나이자 화난의 6개 성 중 하나였다. 1949년 제2차 국공 내전에서 국민당이 패하면서 대부분의 관할권을 잃었다. 오늘날 푸젠성의 대부분은 중화인민공화국이 관할하고 있으며 중화민국은 진먼, 우추, 마쭈 열도에 대해서만 실질적 통제권을 가지고 있다.